# ベトナムの民族楽器
ベトナムの民族楽器ではベトナムで伝統的に用いられる楽器やベトナム古典音楽で用いられる楽器について説明する。それらはキン族をはじめとする様々な民族によって用いられてきたもので、分類も多岐にわたる。

## 弦鳴楽器

### 撥弦楽器
- ダン・バウまたはダン・ドック・フイェン(Đàn bầu、Đàn độc huyền) - ツィター属の単弦楽器。主にC3に調弦される。しばしば他の調弦もされる。
- ダン・ダイ(Đàn đáy) - 長棹リュート。歌手が用いる。胴は台形で三つの弦はG3 C4 F4に調弦される。
- ダン・グエットまたはダン・キム(Đàn nguyệt、nguyệt cầm、đàn kìm、Quân tử cầm) - リュート属。月のような形の楽器。二つの弦は完全四度、完全五度、または短七度になるよう調弦される。ニャー・ニャックに用いられる。
- ダン・サン(Đàn sến) - 二弦のリュート属の楽器。 調弦は様々。
- ダン・タム(Đàn tam) - フレットのないリュート属の楽器。両面に蛇の皮が貼られた共鳴胴をもつ。三つの弦をF3 C4 F4に調弦する。中国の三弦に似る。ニャー・ニャックに用いられる。
- ダン・チャイン(Đàn tranh) - 板型ツィター属の長い楽器。16弦の金属弦を持つ。
- ダン・ティ・バ(Đàn tỳ bà、Đàn tyba) - 洋なしのような形のリュート属の楽器。四つの弦はC4 F4 G4 C5に調弦される。ニャー・ニャックに用いられる。
- ダン・トゥまたはダン・ドアン(đàn tứ、Đàn đoản) - 丸型または四角い形の四弦の楽器。背は平らである。短棹リュート属。C3 G3 D4 A4に調弦される。
- Guitar phím lõm (lục huyền cầm, ghi-ta phím lõm,Đàn ghita) - ベトナム仕様に変えられた五弦のアコースティックギター又はエレクトリックギター。主にcải lương（現代のベトナム民族劇場）で用いられる。調弦はC3 F3 C4 G4 C5。
- Đàn đáy と同じ形のベースギター。
- ダン・ティンまたはティン・タオ(Đàn tính、tinh tâu) - 長棹リュート属。ひょうたんの胴と2、3本の絹の弦をもつ;タイー族やヌン族(Nung)、またタイの民族によって用いられる。
- Bro - ツィター属。フレット付き。竹の胴とひょうたんの共鳴器を持つ。中部高原の少数民族が用いる。
- Goong - ツィター属。胴は竹の管でできている。中部高原の少数民族が用いる。
- チョン・クアン(trông quân) - ベトナム北部のツィター
- Đàn tre - 撥弦楽器。Đàn tínhに似る。Nguyễn Minh Tâmによって作られた。80センチの針金を弦として23本持ち、それらはホースバンドによって竹の管の最上部のへりに固定される。4リットルの長方形のオリーブオイルの空き缶が下部に取り付けられ、これは共鳴器として機能する。この楽器はベトナム音楽も洋楽も演奏することが出来る。オーストラリア国立博物館では、この楽器の見物ならびに作者による演奏の録音を聞くことが出来る。[1]

| ダン・バウ | ダン・ダイ | ダン・チャイン | ダン・ティ・バ | ダン・トゥ | ダン・ティン | Goong |
| ---------- | ---------- | -------------- | -------------- | ---------- | ------------ | ----- |
|            |            |                |                |            |              |       |

### 擦弦楽器
- ダン・ガオ(Đàn gáo) - 2弦の直立型の楽器。ココナッツの共鳴胴を持つ。gáo は中国の椰胡の胡に由来する。
- ダン・ホー(Đàn hồ) - 2弦の直立型の楽器。木の共鳴器を持つ。hồ は中国の胡琴の胡に由来する。
- ダン・ニーまたはダン・コ(Đàn nhị、Đàn co) - 2弦の直立型の楽器。ニャー・ニャックに用いられる。
- クニー(K'ni) - 単弦の直立型の楽器。中部高原でジャライ族が演奏する。

### 打弦楽器
- ダン・タム・タップ・ルック(Đàn tam thập lục) - ツィター属打弦楽器。36本の金属弦を持つ。

## 気鳴楽器

### フルート属
- サオまたはディック(Sáo、sáo trúc、dich) - 竹や硬い木で作られる横笛。ニャー・ニャックに用いられる。
- サオ・モン(Sáo H'Mông、sáo Mèo) - モン族の横笛。
- ティエウ(tiêu) - 竹か青銅製の縦笛

### オーボエ属
- ケン(Kèn) - オーボエやシャーナイに似た複簧管楽器。
  - ケン・バウ - 円錐管、ひょうたん型の木のベルを持つ。ニャー・ニャックに用いられる。
  - Kèn đám ma - 円錐管、金属のベルを持つ。 ベトナム北部の葬式で用いられる。

### クラリネット属
- Bi doi - 中東のミジュウィズに似た二管クラリネット。ムオン族が求婚に用いる。

### 自由簧楽器類
- セイン(sênh) - 中国の笙に似る。
- ディン・ナム(Đing nǎm) - ひょうたんの胴に竹の管が伸びる。高地の少数民族が用いる。
- M'buot - ひょうたんの胴に竹の管が伸びる。 高地の少数民族が用いる。

## 打楽器

### 太鼓の類
- チョン(Trống) - バチを用いる太鼓。ニャー・ニャックに用いられる。
  - Trống cái -大太鼓の類。
  - チョン・チャウ(Trống chầu、trống đế) - ハット・トゥオン(Hát tuồng、古典劇）の中で用いられる太鼓の中でもっとも大きい物。
  - チョン・コム(Trống cơm) - 米の太鼓。起源はインド。
  - Trống đồng (trống đồng Đông Sơn) - 青銅製。昔ドンソン文化文化の中で使われた。
  - チョン・ニャック(Trống nhạc) - 儀式で用いる。

- - Trống lệnh - 持ち手の付いた太鼓。
- モ・スンチャウ - 割れ目太鼓
- バリヌン(barinung) - 片面の枠太鼓。チャム族が用いる。
- ガナン(ganang) - 二つ一組の筒型両面太鼓。チャム族が用いる。

### 調律される打楽器

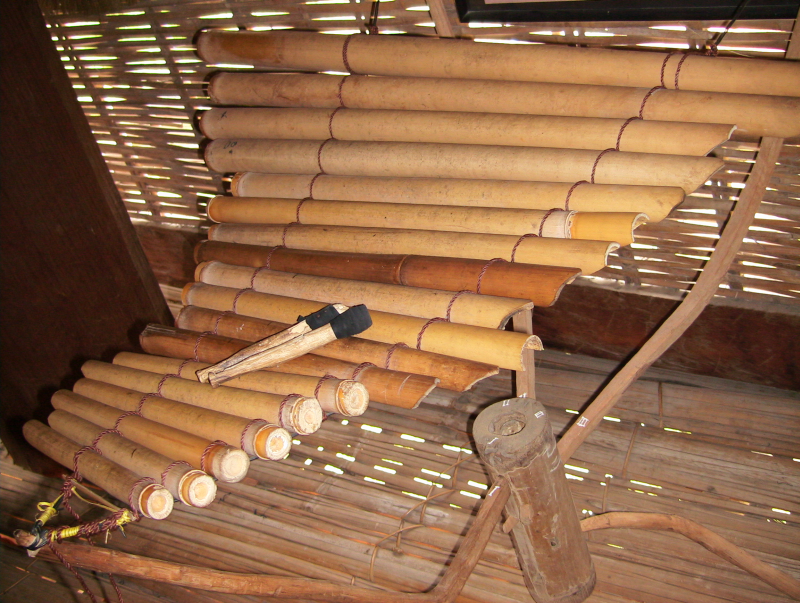
エデ族のt'rung

- Cồng chiêng - ゴングの一種。
- Tam âm la - 3つの高音の平らなゴングが組になったもの。ニャー・ニャックで用いられる。
- T'rưng - 竹製鍵盤打楽器。
- Đàn đá - リソフォン。一般に9つ以上の65から102センチメートルほどの石の棒を用いる。 紀元前1000年ほどに遡るとされる。M’nong族はGoong Lú又はKologolo、Mạ族はGôông Lukと呼ぶ。
- クロン・プット(Klông pút) - 複数の竹の管。手で管の端を叩く

### 調律されない打楽器
- シン(Sênh) - 拍子木の類。

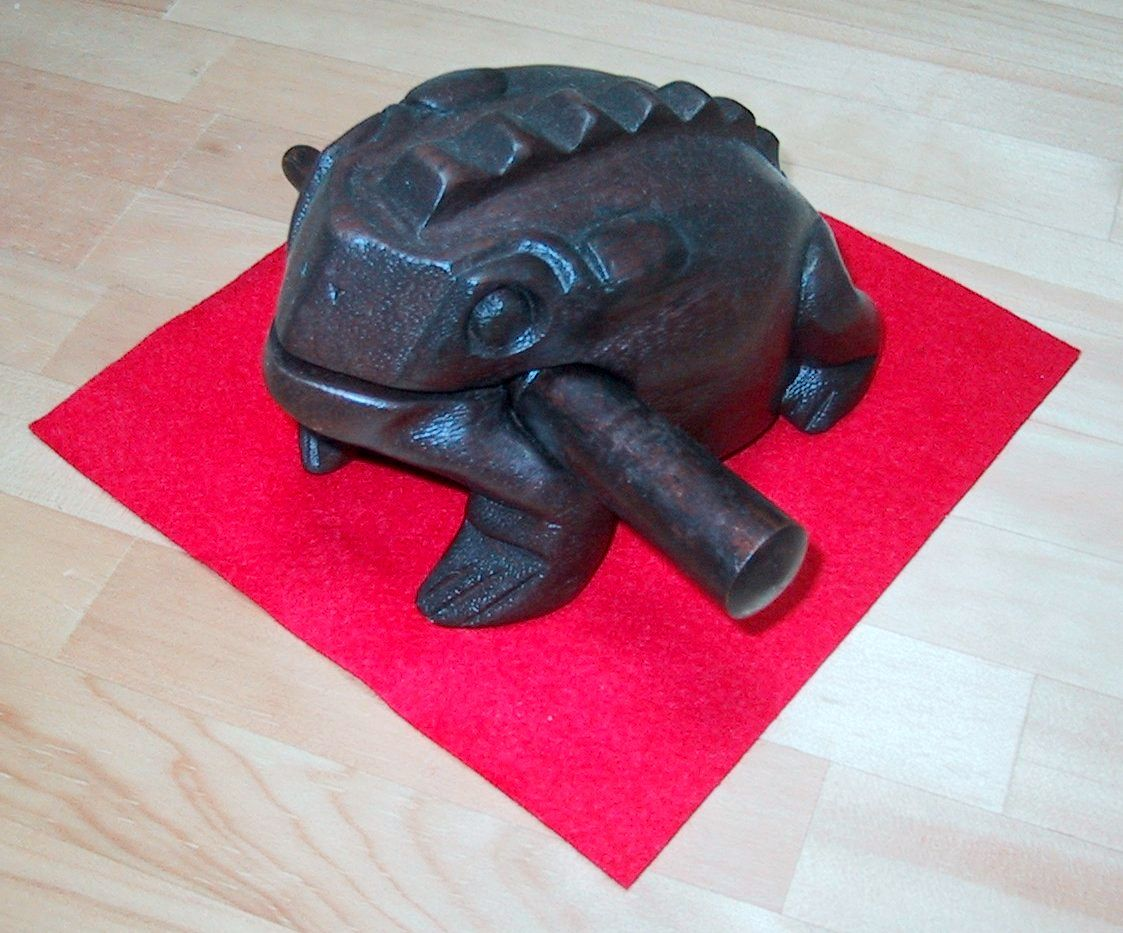
モーコック

- シン・ティエン(Sênh tiền) - 拍子木の類。拍子木として、付属の銭を用いてラトルとして、すりざさら(ささら)としての3種の音色を持つ。
- ソン・ロアンまたはソン・ラン(Song loan、song lan) - 小型のウッドブロックの一種。
- ダン・モイ(Đàn môi) - 口琴の一種
- モーコック - カエルの形を模した体鳴楽器。ギロのように用いる。中国の「敔」も参照のこと。
- Khánh - 石の板。魚板の一種。吊るして打つ。
- Cái mo cá, Mo gia tri - 木鼓の一種。木魚の一種。吊るして打つ。
- モー(mō) - 木鼓の一種。木魚の一種。置いて打つ。
- カイ・モー(cai mo) - 木魚の一種。足で踏んで鳴らす。[2]
- チョン・クワン(trống quân) - 地面に穴を掘り蓋をし、50センチメートルほどの竹の支柱を立て、その上に藤を載せ、藤が地面に対して弓状になるように両端を地面に固定したもの。民謡ハット・チョン・クワン(vi:Hát Trống Quân)に用いられる。男女が両側に座りこれを打ちながら問答歌を歌うものである。[2]